# Emperor
Emperor er et norsk black metal-band, som blev dannet i 1991. Emperor i sin tid været et meget kontroversielt band, hvor medlemmer er blevet beskyldt for kirkeafbrændinger og mord. Bandet gik i opløsning i 2001, da de følte de havde gjort alt med Emperor de ønskede. Dog fire år efter i 2005 genforenedes de, og er stadig aktive til dato.  

## Medlemmer

### Nuværende medlemmer
- Ihsahn (Vegard Sverre Tveitan) – Vokal, guitar, bas, keyboard (1991 – )
- Samoth (Tomas Haugen) – Guitar, bas, trommer (1991 –)
- Faust (Bård G. Eithun) – Trommer (1992–1993, 2013 - )

### Tidligere medlemmer
- Alver (Jonas Alver) – Bas (1995–1998)
- Tchort (Terje Schei) – Bas (1993–1994)
- Mortiis (Håvard Ellefsen) – Bas (1991–1992)
- Trym Torson (Kai Johnny Mosaker) – trommer (1996–2001, 2005–2007, 2014)

### Live og midlertidige medlemmer
- Secthdamon (Odd Tony) – Bas (2005–)
- Einar Solberg – Keyboard (2005–)
- Charmand Grimloch (Joachim Rygg) – Keyboard (1996–1999)
- Tyr (Jan Erik Torgersen) – Bas (1998–1999)
- Ildjarn (Vidar Vaaer) – Bas (1993)
- Hellhammer (Jan Axel Blomberg) – trommer (1994–1995)
- Sverd (Steinar Johnsen) – Keyboard (1994–1995)

## Diskografi

### Studiealbum
- 1994: In the Nightside Eclipse
- 1997: Anthems to the Welkin at Dusk
- 1999: IX Equilibrium
- 2001: Prometheus: The Discipline of Fire & Demise

### Ep'er
- 1993: Emperor
- 1994: As the Shadows Rise
- 1996: Reverence

### Livealbum
- 2000: Emperial Live Ceremony
- 2009: Live Inferno

### Opsamlingsalbum
- 1998: Emperor / Wrath of the Tyrant
- 2001: Emperial Vinyl Presentation
- 2003: Scattered Ashes: A Decade of Emperial Wrath

### Demoer
- 1992: Wrath of the Tyrant (demo)

### Splitalbum
- 1993: Emperor / Hordanes Land (med Enslaved)
- 1999: Thorns vs. Emperor (split med Thorns)
- 2000: True Kings of Norway (split med Ancient, Arcturus, Dimmu Borgir og Immortal)